# David Robertson (director de orquesta)
David Eric Robertson (Santa Mónica, 19 de julio de 1958) es un director de orquesta estadounidense. Fue director titular de la Orquesta Sinfónica de Sídney y anteriormente fue director musical de la Orquesta Sinfónica de San Luis desde 2005 hasta 2018. Es director de estudios orquestales en la Escuela Juilliard.

## Vida
Robertson nació y creció en Malibú (California) en el seno de una familia aficionada a la música. Su padre era científico investigador en el Laboratorio Hughes y su madre estudió literatura. En la escuela primaria aprendió a tocar la trompa y el violín y dirigió por primera vez a los 12 años Completó sus estudios de composición y dirección en la Royal Academy of Music de Londres .

## Carrera
Tras finalizar sus estudios universitarios, comenzó a recibir ofertas de dirección en Europa y actuó a menudo tanto en el repertorio sinfónico como en el operístico. A través de la Agencia de Información de los Estados Unidos actuó como conferenciante sobre música en todo el mundo. En 1985 fue nombrado director residente de la Orquesta Sinfónica de Jerusalén.
De 1992 a 2000 fue director musical del Ensemble Intercontemporain (EIC) con sede en París, siendo el primer estadounidense en ocupar el cargo, ampliando el repertorio del EIC para incluir obras de compositores como John Adams. En 2000 fue nombrado director musical de la Orquesta Nacional de Lyon (ONL) y director artístico del Auditorio de Lyon. Fue la primera persona en servir simultáneamente en ambas capacidades y el primer estadounidense en ser designado para cualquiera de los puestos. Con la Orquesta Nacional de Lyon realizó una gira por los Estados Unidos en 2003, con conciertos en Nueva York, Seattle, Berkeley y Los Ángeles. Concluyó su mandato en Lyon en 2004.

### Orquesta Sinfónica de San Luis
Su relación con la Orquesta Sinfónica de San Luis (SLSO) comenzó en enero de 1999 cuando hizo su primera aparición como director con la orquesta. Su segunda aparición con SLSO ocurrió en febrero de 2002 en el Carnegie Hall después de que el entonces director musical de SLSO, Hans Vonk, se retirara unos días antes del concierto debido a problemas de salud. Robertson accedió a sustituirlo, y él y la orquesta solo tuvieron un ensayo antes del concierto. Más tarde apareció con la SLSO en marzo de 2003, siendo nombrado en diciembre de ese mismo año como director musical a partir de la temporada 2005-2006.
En abril de 2005 dirigió la SLSO por segunda vez en un concierto en el Carnegie Hall y de nuevo en noviembre de 2005, marzo y abril de 2006 y marzo de 2007.
En general, se considera que Robertson restauró la prominencia artística de SLSO después de la repentina renuncia del anterior director musical Hans Vonk y el conflicto laboral de la orquesta en el invierno de 2005.  La nueva serie de conciertos iniciada durante su mandato incluye una serie de conciertos de música contemporánea con la Pulitzer Arts Foundation y una serie de "Fusion Concerts" en el Touhill Performing Arts Center de la Universidad de Missouri–St. Luis. En septiembre de 2006, SLSO anunció la extensión de su contrato hasta 2010, con una cláusula que permitía la renovación anual. A partir de noviembre de 2009, su contrato SLSO fue hasta la temporada 2011-2012. Luego de una renovación posterior del contrato hasta 2014, su contrato SLSO se extendió, en enero de 2013, hasta la temporada 2015-2016. En marzo de 2014, la orquesta y Robertson anunciaron una nueva extensión de su contrato SLSO hasta la temporada 2017-2018.  En diciembre de 2016, SLSO y Robertson anunciaron conjuntamente una extensión adicional de un año de su contrato hasta la temporada 2018-2019, que era el momento previsto para el cierre de su mandato en SLSO. Sin embargo, en junio de 2017, la orquesta notó una actualización de su contrato, con una conclusión recién programada de su dirección musical al cierre de la temporada 2017-2018, en una reversión de la situación de diciembre de 2016.  Renunció como director musical de SLSO en 2018.
Durante su mandato, la SLSO hizo su primera aparición en The Proms en septiembre de 2012. Con SLSO ha realizado varias grabaciones comerciales de música de John Adams para el sello Nonesuch. Estos trabajos incluyen:
- Guide to Strange Places, Doctor Atomic Symphony (versión revisada)[14]
- City Noir, Saxophone Concerto
- Scheherazade.2[15]

### Otros trabajos de dirección
En febrero de 2005 fue nombrado principal director invitado de la Orquesta Sinfónica de la BBC (BBC SO) y asumió ese cargo ese mismo año, en paralelo con el comienzo de su mandato en San Luis. El 12 de septiembre de 2009 se convirtió en el segundo director estadounidense y el primer director invitado principal permanente de la BBC SO en dirigir Last Night of the Proms. Concluyó su mandato como principal director invitado de la BBC SO en agosto de 2012.
Dirigió por primera vez como invitado a la Orquesta Sinfónica de Sídney en 2003. En 2014, se convirtió en director titular y asesor artístico de la Orquesta Sinfónica de Sídney. Concluyó su mandato en Sydney en diciembre de 2019, luego de una extensión de un año de su contrato anunciada en julio de 2017.
Se desempeñó como director del Festival Concrete Frequency Festival de enero de 2008 de la Filarmónica de Los Ángeles, así como Director Musical del Festival de Música Ojai 2008 en Ojai (California). Su trabajo en la ópera ha incluido varias apariciones en el Metropolitan Opera, incluyendo The Makropulos Affair (1996) de Janáček, Die Entführung aus dem Serail (2008) de Mozart, Billy Budd (2012) de Britten y Las bodas de Fígaro de Mozart en 2012. También dirigió la primera producción de La muerte de Klinghoffer en el Metropolitan Opera en octubre de 2014. En febrero de 2018, la Escuela Juilliard anunció el nombramiento de Robertson como su próximo director de estudios de conducción, a partir del año académico 2018-2019. 
Dirigió por primera vez como invitado a la Orquesta Sinfónica de Utah en octubre de 2020. Regresó para un compromiso adicional como director invitado con la Sinfónica de Utah en diciembre de 2021. En diciembre de 2022, la Sinfónica de Utah anunció su nombramiento como su primer socio creativo, a partir de la temporada 2023-2024, con un contrato de 3 años. 
Ha grabado para los sellos Sony Classical, Harmonia Mundi, Naïve, EMI/Virgin Classics, Atlantic/Erato, Nuema, Ades Valois, Naxos y Nonesuch, con la música de compositores como Adams, Bartók, Boulez, Carter, Dusapin, Dvořák, Ginastera, Lalo, Manoury, Milhaud, Reich, Saint-Saëns y Silvestrov.

## Premios y reconocimientos
- En 1997 recibió el premio Seaver/National Endowment for the Arts Directors Award.
- En diciembre de 1999 fue nombrado "Director del año" por Musical America.
- En 2006 recibió el premio Ditson Director's Award  de la Universidad de Columbia por su defensa de la música estadounidense.
- En abril de 2010 fue elegido miembro de la Academia Estadounidense de las Artes y las Ciencias.
- El 15 de mayo de 2010 recibió el título de doctor honoris causa en Música por el Westminster Choir College de la Universidad de Princeton.
- En octubre de 2011 fue nombrado Chevalier des Arts et des Lettres por el Ministerio de Cultura de Francia.[26]
- Su grabación de 'City Noir' de John Adams ganó un Premio Grammy al igual que la de Porgy and Bess.
- Su grabación de Scheherazade.2 de John Adams recibió una nominación a los Grammy, y ha tenido otras dos nominaciones.[27]
- En 2019 fue nominado para el Premio ARIA  al Mejor Álbum Clásico por el álbum Nigel Westlake: Spirit of the Wild / Steve Reich: The Desert Music junto con Diana Doherty, Sydney Symphony Orchestra, Nigel Westlake y Synergy Vocals.
- El álbum es una grabación de Spirit of the Wild de Nigel Westlake y de The Desert Music de Steve Reich, este último dirigido por Robertson.[28][29]